# Нове Мажарове
Нове́ Мажарове — село в Україні, у Берестинському районі Харківської області. До 2020 року центр Новомажарівської сільської ради. Населення становить 639 осіб.

## Географія
Село Нове Мажарове знаходиться за 3,5 км від річки Оріль (правий берег) у місці впадання в неї річки Можарка. Долина річки сильно заболочена, поруч проведено кілька іригаційних каналів, є кілька озер, у т. ч. Озеро Можарка і озеро Попове. Поруч із селом протікає річка Можарка, на якій сделоно кілька великих загат. На відстані в 1 км розташоване село Старе Мажарове.

## Історія
- 1775 - дата заснування.

## Населення
Згідно з переписом УРСР 1989 року чисельність наявного населення села становила 956 осіб, з яких 450 чоловіків та 506 жінок.
За переписом населення України 2001 року в селі мешкала 861 особа.

### Мова
Розподіл населення за рідною мовою за даними перепису 2001 року:
| Мова       | Відсоток |
| ---------- | -------- |
| українська | 94,46 %  |
| російська  | 4,61 %   |
| вірменська | 0,12 %   |
| грецька    | 0,12 %   |
| інші       | 0,69 %   |

## Економіка
- Молочно-товарна і птахо-товарна ферми.

## Об'єкти соціальної сфери
- Дитячий сад.
- Школа.
- Клуб.
- Фельдшерсько-акушерський пункт.

## Відомі люди
В селі народився Бурмака Василь Антонович — Герой Радянського Союзу, почесний громадянин Запоріжжя.